# Testimony: Vol. 1, Life & Relationship
Testimony: Vol. 1, Life & Relationship är det tredje studioalbumet av den amerikanska neosoul-sångerskan India.Arie, släppt den 26 juni 2006. 
Skivan blev Indias första listetta på USA:s albumlista Billboard 200 och sålde 161 000 kopior efter första veckans release. På USA:s R&B-albumlista debuterade cd:n på en första plats vilket följaktligen blev sångerskans andra musikalbum att göra så på listan. Under 2007 nominerades skivan till tre Grammy Awards med utmärkelserna Best R&B Album, Best R&B Song för låten "I Am Not My Hair" och Best Female R&B Vocal Performance för samma sång. Fram till december 2008 hade Testimony: Vol. 1 sålt cirka 689 000 kopior i USA. 
Tre singlar släpptes från det kritikerrosade musikalbumet, dess ledande singel "I Am Not My Hair", "There's Hope" och "The Heart of the Matter". Alla tre fick framgång på musiklistorna.

## Innehållsförteckning
| Nr           | Titel                           | Producenter  | Längd |
| ------------ | ------------------------------- | ------------ | ----- |
| 1.           | Intro: Loving                   |              | 1:30  |
| 2.           | These Eyes                      |              | 4:31  |
| 3.           | The Heart of the Matter         |              | 5:15  |
| 4.           | Good Mourning                   |              | 5:27  |
| 5.           | Private Party                   |              | 3:52  |
| 6.           | There's Hope                    |              | 3:56  |
| 7.           | Interlude: Living               |              | 1:23  |
| 8.           | India'Song                      |              | 5:26  |
| 9.           | Wings of Forgiveness            |              | 4:59  |
| 10.          | Summer                          |              | 3:14  |
| 11.          | I Am Not My Hair                |              | 3:49  |
| 12.          | Interlude: Great Grandmother    |              | 0:34  |
| 13.          | Better People                   |              | 3:43  |
| 14.          | Outro: Learning                 |              | 1:31  |
| 15.          | I Choose                        |              | 4:45  |
| 16.          | This Too Shall Pass [Dolt spår] |              | 5:52  |
| Total längd: | Total längd:                    | Total längd: | 55:87 |

## Listor
| Lista (2006)                                 | Topposition |
| -------------------------------------------- | ----------- |
| Kanadas albumlista                           | 29          |
| Franska singellistan                         | 141         |
| Schweiz singellista                          | 25          |
| Storbritanniens singellista                  | 103         |
| Storbritanniens Urban Albums Chart           | 35          |
| Amerikanska Billboard 200                    | 1           |
| Amerikanska Billboard Top R&B/Hip-Hop Albums | 1           |